# Carta de ajuste

Carta de ajuste Philips PM5544, muy común en emisoras que usaron el sistema analógico PAL.

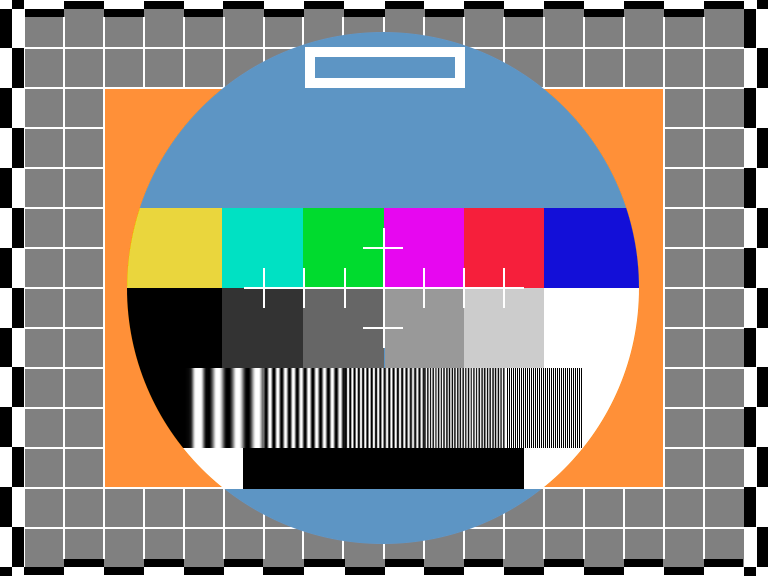
Carta de ajuste de Televisión Española.

La carta de ajuste (señal de ajuste) es una señal de prueba de televisión que se suele emitir en ausencia de programación.
Su utilización se viene produciendo desde las primeras emisiones de televisión. Las primeras cartas de ajuste fueron cartas físicas a las que apuntaba una cámara de televisión. En la actualidad se utilizan diversos tipos de generadores de carta de ajuste que proporcionan una imagen que contiene los diferentes elementos destinados a los ajustes concretos, incluso llegaron a existir cartuchos de videojuegos que generaban dichas imágenes para uso en receptores caseros.
Una carta de ajuste debe contener una serie de elementos que permitan la inspección inmediata y rápida de la calidad de la señal de televisión cuando se observa sobre un puente de monitoreo compuesto por un monitor de imagen, un monitor forma de onda y un vectoscopio.
Las cartas de ajuste se emiten normalmente con un fondo musical compuesto especialmente para ello (para evitar el pago de derechos de autor por las composiciones), un tono, o la retransmisión de una emisora de radio propiedad del mismo emisor.
En Televisión Española fue definida de esta manera la carta de ajuste, 

...servía de guía para sintonizar tonos, brillos y la propia señal, precedía el comienzo de cada una de las emisiones. Con el paso del tiempo aquella pantalla se popularizó, aunque muy pocos sabían realmente su utilidad. Normalmente, aparecía en cada emisión diaria una hora antes de comenzar las transmisiones. Iba acompañada de una música, generalmente clásica, con la que se podía adecuar el volumen de los receptores. Hoy en día, al ser las emisiones continuas la Carta de ajuste ha desaparecido para los ojos de espectador y tan solo la utilizan los profesionales técnicos.

## Elementos de una carta de ajuste
La carta de ajuste es una señal que no está sujeta a ningún estándar. Por ello existen diferentes modelos de carta dependiendo del fabricante del generador, como Philips con su patrón PM5544, o el que haya encargado la emisora de televisión. Aun así, en todas ellas se suelen introducir una serie de elementos que tienen como finalidad el determinar rápida y eficientemente sobre el monitor, televisor o MFO y vectoscopio el ajuste y respuesta de la cadena de transmisión y del receptor. Un ejemplo de los elementos que componen una carta de ajuste es el siguiente, que corresponde a la carta de ajuste para la norma PAL de Televisión Española adoptada en 1975:

### Almenado
Se denomina así a la alternancia de cuadros blancos al 100% y negros al 0% que se sitúan en todo el perímetro de la imagen. Sirve para facilitar el posicionamiento de la imagen en la pantalla del receptor o de un monitor. Con la exploración en underscan se debe de ver.
Este almenado sirve para detectar si el separador de sincronismos no funciona bien cuando se producen desplazamientos laterales entre las almenas negras y las blancas y sirve también como indicación de la respuesta a baja frecuencia de toda la cadena de transmisión que se visualiza como variaciones del nivel de luminancia del resto de la imagen, dependiendo de la almena que corresponda, blanca o negra.

### Retícula
Lo que hace las veces de fondo de la imagen es una retícula compuesta de cuadrados perfectos de una línea blanca al 100% sobre 19 líneas grises al 30%. Tiene varias funciones importantes. Sirve para:
- Comprobación de la geometría de la imagen en tamaño horizontal y vertical y linealidades, así como otra serie de distorsiones geométricas como el efecto cojín o el efecto barril.
- Facilita el ajuste de convergencia del tubo de rayos catódicos, en televisión en color. La convergencia consiste en que los tres cañones electrónicos, una para cada color primario, coincidan en el sitio correcto.
- Facilita el ajuste de foco del tubo de imagen.
- Indica el estado del ajuste de pureza del tubo mediante el fondo gris.

### Rectángulo
Se trata de un rectángulo de color ocre amarillo enmarcado con una línea blanca situado en el centro de la imagen. Las características son; luminancia: 60%, amplitud de la crominancia: 0,369, fase de la crominancia: 135°, tonalidad: amarillo ocre, saturación:99%. Su función es la de:
- Dar una idea del retardo crominancia.
- Visualiza las distorsiones en baja frecuencia.
- Facilita el ajuste de la saturación en el monitor o televisor.

### Círculo
Situado en el centro de la imagen, sobre el rectángulo y dentro de él se ubican las demás señales. Proporciona una visión rápida de la geometría de la imagen. Las características son; diámetro:512 líneas, luminancia: 45%, amplitud de la crominancia: 0,169, fase de la crominancia: -45°, tonalidad: azul, saturación: 87%.

### Barras de color
Dentro del círculo hay una tramo de barras de color al 75% de amplitud y al 100% de saturación que permiten ver la respuesta de la cadena de transmisión a los parámetros de la crominancia sobre el vectoscopio y monitor forma de onda. Sus características son indicadas en la tabla que sigue:
| Barra    | Luminancia | Amplitud de croma | Fase de croma |
| -------- | ---------- | ----------------- | ------------- |
| Amarillo | 0,67       | 0,336             | 167,1º        |
| Cian     | 0,53       | 0,474             | 283,5º        |
| Verde    | 0,44       | 0,443             | 240,7º        |
| Magenta  | 0,31       | 0,443             | 60,7º         |
| Rojo     | 0,23       | 0,474             | 103,5º        |
| Azul     | 0,086      | 0,336             | 347,1º        |

### Escalera de grises
Debajo de las barras se suele colocar una escalera de grises, de seis peldaños, que permite verificar la corrección gamma del receptor de televisión y la respuesta de linealidad de la cadena de transmisión. La amplitud de los peldaños varía con una relación del 20% obteniéndose los siguientes valores de grises por cada peldaño:
1. Negro = 0
2. Gris = 0,2
3. Gris = 0,4
4. Gris = 0,6
5. Gris = 0,8
6. Blanco = 1

### Multi salva
La señal de escala de frecuencia está constituida por cinco paquetes de frecuencias de 0,5, 1,25, 2,25, 4,2 y 4,8 MHz y permiten apreciar la respuesta en frecuencia de la cadena de transmisión. Los paquetes que corresponden a 4,2 y 4,8 MHz deben tener las interferencias debidas a los 4,43 MHz de la portadora de color. Se sitúa dentro del círculo. El color blanco es al 100% y el negro al 0%.

### Impulso de barra
Los paquetes de frecuencia se suele colocar una señal de impulso de barra que consiste en un rectángulo negro, precedido y seguido de sendas barras blancas, con una línea vertical blanca que es un impulso 2T. Esta señal muestra el estado de la cadena de transmisión en altas frecuencias, cuando se observa en el MFO, así como la recepción de ecos y rebotes cuando se ve en la pantalla del monitor de vídeo o del receptor de televisión.

### Retícula central
Situada en el centro de la imagen, entre las barras de color y la escala de grises, facilita su centrado en la pantalla y nos permite ver el estado de las convergencias en esta zona. Son líneas blancas al 100%.

### Recuadro
Permite verificar la respuesta a bajas frecuencias de la cadena de transmisión. Está compuesto de líneas blancas al 100%.
A estas señales se les suele añadir el logotipo de la emisora y un reloj sincronizado con el reloj maestro del canal. También, en algunos casos, se añaden dos señales de crominancia sin alternancia PAL a cada lado del círculo.

## Otras señales de ajuste

Barras de color SMPTE.

En la producción de televisión se utilizan otras muchas señales de ajuste. Estas son específicas para cada etapa de la producción y transmisión. En la transmisión se usan, aparte de la carta de ajuste, una serie de señales de prueba que se suelen introducir en unas líneas que no son utilizadas para el transporte de la señal correspondiente a la imagen. Estas señales son conocidas como señales VIT (Vertical Interval Test) y ocupan las líneas 17 y 18 del primer campo y 330 y 331 de segundo campo recibiendo el nombre de la línea que ocupa. Al posicionarse sobre líneas no utilizadas se transmiten a la vez que la emisión convencional y permiten realizar medidas sobre la cadena de transmisión sin interferir en las emisiones del canal. También se pueden utilizar a campo completo. Algunas televisoras transmiten una identificación en el intervalo vertical entre las imágenes, que no es posible visualizar adecuadamente, gracias a los dispositivos mejorados de sincronización vertical de los actuales televisores.
La señal de prueba de televisión más usada es la de las barras de color, que suelen estar grabadas en las cabeceras de todos los programas y permiten un ajuste de los medios de reproducción, inicialmente localizados en los videograbadores de cinta y hoy en día, en los servidores de multimedios.

## Desaparición de las cartas de ajuste
En España, la carta de ajuste de la emisora La Primera se dejó de emitir el 24 de octubre de 1995, mientras que TVE 2 lo hizo el 6 de enero de 2001, y se tiene constancia de cierres en el año 2000, por lo que no fue un cierre esporádico. La emitida por las televisiones privadas como Antena 3 Television  y Tele 5 dejó de transmitirse hacia 1995, aunque recientemente se ha comprobado que en otoño de 1996 seguía cerrando intermitentemente las emisiones con el patrón de barras característico (y posteriormente sólo usaron un roll de programación de pocos minutos hasta el año 2006 antes de empezar emisión); en el caso de Antena 3 Television a partir del 9 de enero de 1995 en menor medida se dejó de usar, aun así, se usaba también una carta fija de "próxima emisión"  Canal+ dejó de emitir la clásica carta en primavera de 2002, pero siguió con un cartel del logotipo hasta 2005. En el ámbito de televisiones autonómicas en España, las más tardías fueron Canal Sur Televisión en noviembre de 2002 en Andalucía (salvo puntuales huelgas en las cuales se pudo ver cartas de ajuste específicas para el hecho), y el 17 de junio de 2022 volvió a emitirse debido a una huelga en el canal y Canal 9 en la Comunidad Valenciana, que aunque dejó de emitirla en televisión en 2005, siguió emitiéndose por internet hasta prácticamente su desaparición en noviembre de 2013. En Televisió de Catalunya se extinguió en el año 2001, en mayo en el Canal 33, y el 3 de julio del 2000 en TV3. Una vez desaparecida, y con la intención de retomar las emisiones, se puede volver a ver. En el continente americano, las empresas televisoras dejaron de emitirlas, como la de barra de colores SMPTE a medida que pasaban a un esquema de transmisión de 24 horas, tras adoptar la televisión en colores.

## Sonido de las cartas de ajuste
El sonido de las cartas de ajuste era, en muchos canales, el de una emisora de radio.
- RNE 1 se emitía en la carta de ajuste de La Primera; Radio Clásica, en TVE 2, Canal Clásico y Cine Paraíso.[16] Por su parte, RNE 3 se emitía en Canal AluCine,[16] RNE 5, en Teledeporte,[17] y Radio Exterior de España, en TVE Internacional.
- En las cadenas privadas, Canal+ emitía el sonido de Los 40 Principales,[18] Antena 3 Television emitía Antena 3 Radio sólo durante un pequeño periodo ya que durante varios años, no tenía sonido o emitía piezas musicales de librería, y Tele 5 no emitía ningún sonido.[19]
- Telemadrid, Telemadrid SAT y La Otra (en sus inicios)[20] emitían la señal de Telemadrid Radio.[21]
- Canal Sur Television emitía, en un primer momento; Canal Sur 1 y, después, Canal Sur Radio, y Canal 2 Andalucía emitía Fórmula Uno Andalucía;[22][23] y Andalucía Televisión también emitía Canal Sur Radio.
- CMTV emitía Radio Castilla-La Mancha.[24] En la actualidad, si bien CMM no emite carta de ajuste, sí sigue emitiendo un roll de programación con el sonido de CMM Radio durante algunos minutos como emisión de ajuste al final de la madrugada.[25][26]
- La primera televisión autonómica murciana, Tele 3 Murcia, que emitió en período de pruebas en enero de 1990, emitía en su carta de ajuste el sonido de Onda Regional de Murcia.[27]
- ETB 1, cuya primera carta de ajuste tenía la indicación ETB. 4. Kanala,[28] en un principio, no emitía ningún sonido, pero después emitió Euskadi Irratia, y ETB 2, Radio Euskadi. Se emitió la carta de ajuste hasta 2001.[29]
- TVG emitía el sonido de Radio Galega hasta 1998.[30][31]
- TV3, TVC SAT y TVC Internacional emitían Catalunya Ràdio; mientras Canal 33 emitió Catalunya Música hasta el año 2000, y después, Catalunya Informació.[32][33][34][35]
- Canal 9, Punt 2 Canal Nou  emite la señal de Ràdio 9.[36] Posteriormente, el canal que dejó vacío A Punt también emite una carta de ajuste sin sonido. Tras la creación de TDT - RTVV -  Canal Nou- a Canal Nou HD - Àudio de la ràdio a Radio Nou YouTube</ref> manteniéndose la señal de la emisora durante las emisiones en pruebas.[37]

## Galería
Las imágenes aquí expuestas son ejemplos gráficos emitidos en TV, sin intención de infringir más allá que demostrar su uso en la misma.

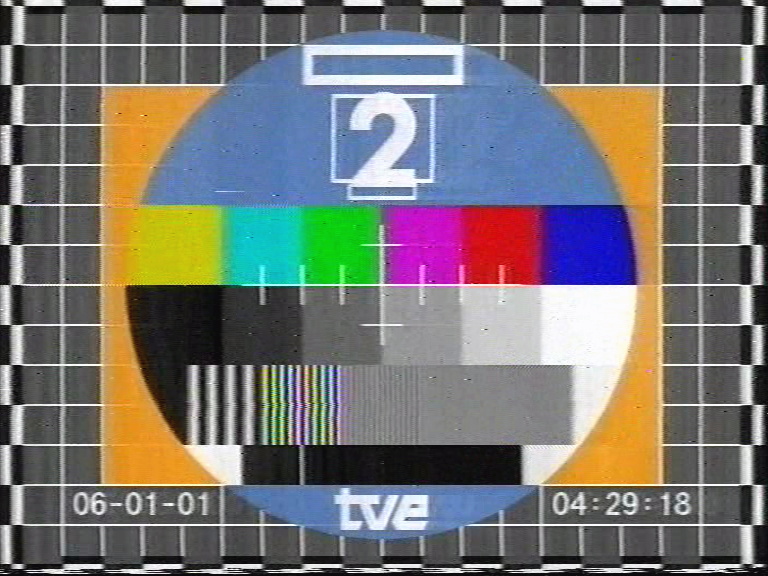
Carta de Ajuste TVE 2 1993 a 2001
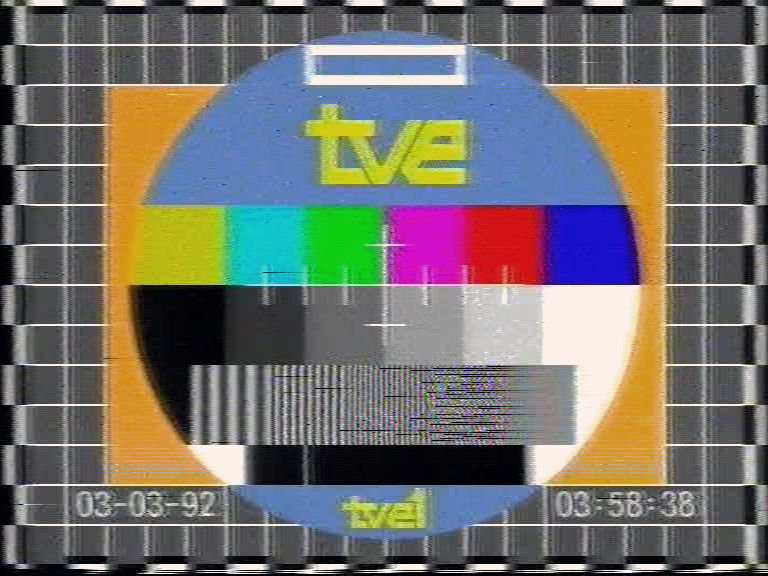
Carta de Ajuste TVE1 1990-93